# یواس‌اس پیلات‌فیش (اس‌اس-۳۸۶)
یواس‌اس پیلات‌فیش (اس‌اس-۳۸۶) (به انگلیسی: USS Pilotfish (SS-386)) یک زیردریایی است که طول آن ۳۱۱ فوت ۶ اینچ (۹۴٫۹۵ متر) می‌باشد. این زیردریایی در سال ۱۹۴۳ ساخته شد.